# Łęczak
Łęczak, brodziec leśny, trawnik (Tringa glareola) – gatunek średniej wielkości ptaka wędrownego z rodziny bekasowatych (Scolopacidae). Nie jest zagrożony wyginięciem.

## Systematyka
Gatunek ten po raz pierwszy zgodnie z zasadami nazewnictwa binominalnego opisał w 1758 roku Karol Linneusz w 10. edycji Systema Naturae, którą uważa się za początek nomenklatury zoologicznej. Autor nadał gatunkowi nazwę Tringa glareola. Jako miejsce typowe wskazał Europę, co później zawężono do Szwecji. Nie wyróżnia się podgatunków.

## Występowanie
Łęczak zamieszkuje północną Eurazję od północnej i środkowej Europy po Półwysep Czukocki, Kamczatkę i Wyspy Komandorskie, czasami także Aleuty. Zimuje w pasie klimatów tropikalnych i subtropikalnych Afryki, w Azji Południowej i Południowo-Wschodniej, w południowych Chinach, na Filipinach, w Indonezji, na Nowej Gwinei i w Australii.
W Polsce skrajnie nielicznie lęgowy, niewielka populacja występowała na Bielawskich Błotach. Podczas przelotów (IV–V i VII–X) najliczniejszy z brodźców pojawiających się w Polsce. Niegdyś gnieździł się dość licznie w całym kraju, lecz likwidacja bagien i mokradeł sprawiła, że przez lata nie było dowodu na lęg tego ptaka. Od 2006 roku znów obserwuje się pojedyncze, nieregularne lęgi na Bielawskich Błotach. Od 2009 roku obserwowano też pojedyncze lęgi w innych rejonach kraju – na Podlasiu (nieużytkowana część kopalni torfu koło Michałowa, Bagna Biebrzańskie), w Wielkopolsce i na Śląsku (Zbiornik Turawski).

## Morfologia
WyglądBrak wyraźnego dymorfizmu płciowego. W upierzeniu godowym wierzch ciała brązowy z białymi, okrągłymi cętkami, które na szyi i głowie stają się wydłużone. Nad okiem wyraźna, biała brew. Spód ciała, kuper i ogon białe. Na głowie i szyi ciemne plamki, na ogonie czarne poprzeczne prążkowanie. Dziób czarny, a nogi żółte. W upierzeniu spoczynkowym białe plamy na wierzchu ciała stają się rudawe, mniej kontrastowe. Podobnie wyglądają osobniki młodociane.
Wymiary średniedługość ciała ok. 20–23 cm
rozpiętość skrzydeł ok. 40 cm
masa ciała ok. 50–80 g

## Ekologia i zachowanie
BiotopBagna, tereny podmokłe i brzegi zbiorników wodnych strefy tundry, lasotundry, tajgi i lasów strefy umiarkowanej.
GniazdoNa ziemi, dobrze zamaskowane, o średnicy zewnętrznej 10–11 cm i głębokości 4–5 cm. Odnotowano też gniazdowanie na drzewach – w starych gniazdach drozdów lub innych ptaków.

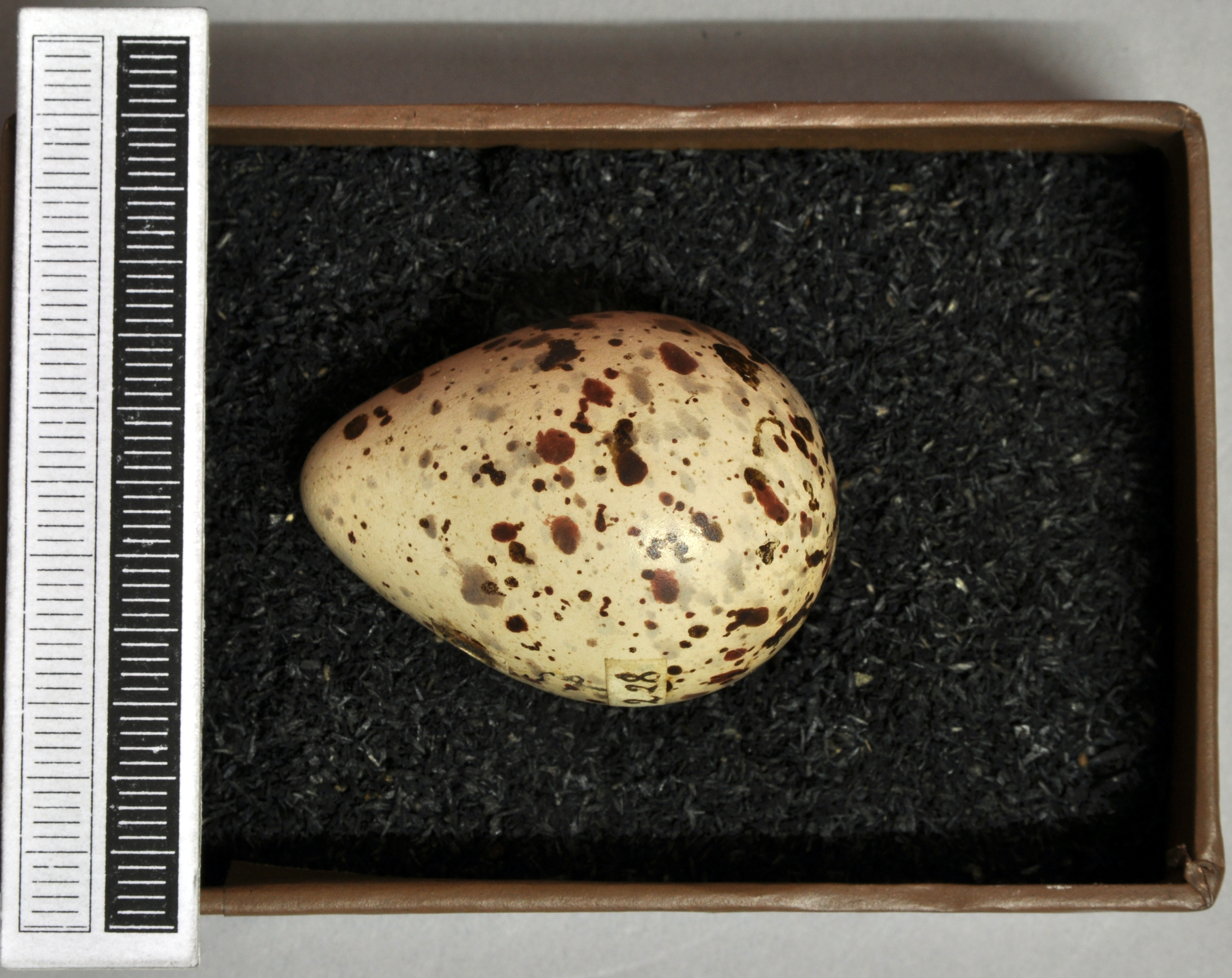
Jajo z kolekcji muzealnej

JajaW ciągu roku wyprowadza jeden lęg, składając w maju-czerwcu 4 (rzadko 3) jaja.
WysiadywanieJaja wysiadywane są przez okres 22–23 dni przez obydwoje rodziców.
PisklętaSą zagniazdownikami, początkowo opiekują się nimi oboje rodzice, a po 7–10 dniach zwykle tylko samiec. Zdolność lotu uzyskują po 28–30 dniach od wyklucia.
PożywienieOwady. Poza obszarami lęgowymi także robaki, pająki, skorupiaki, mięczaki, małe rybki, kijanki, a nawet żaby; czasami nasiona roślin.

## Status i ochrona
Międzynarodowa Unia Ochrony Przyrody (IUCN) uznaje łęczaka za gatunek najmniejszej troski (LC, Least Concern) nieprzerwanie od 1988 roku. Organizacja Wetlands International w 2015 roku szacowała liczebność światowej populacji na 3,1–3,5 milionów osobników. Globalny trend liczebności uznawany jest za stabilny, choć u niektórych populacji nie jest on znany.
W Polsce objęty ochroną gatunkową ścisłą, wymaga ochrony czynnej; dodatkowo obowiązuje zakaz fotografowania, filmowania lub obserwacji, mogących powodować płoszenie lub niepokojenie. Zagrożeniami dla tego ptaka są osuszanie obszarów, na których się gnieździ, oraz zmiany klimatyczne.